# Johannes Schneider (Bischof)
Johannes Schneider (lat. Johannes Sartoris de Tremonia; * 15. Jahrhundert; † nach dem 27. März 1551 in Paderborn) war ein römisch-katholischer Geistlicher und Weihbischof in Paderborn.

## Leben
Johannes Schneider gehörte entweder dem Dortmunder Konvent der Minderbrüder des Heiligen Franziskus an, könnte aber auch in Dortmund geboren worden sein, worauf die Zusatzbezeichnung de Tremonia (dt.: aus Dortmund) hinweist. Am 19. April 1507 wurde er von Papst Julius II. zum Weihbischof des Bistums und der Stadt Paderborn sowie zum Titularbischof von Tiflis ernannt. Am 29. Mai 1507 verpflichtete er sich vor der Apostolischen Kammer in Rom zur Zahlung der sogenannten Annaten und bezahlte auch unmittelbar. Vergleichbare Fälle, in denen ernannte Bischöfe die Annaten am Tag vor ihrer Konsekration persönlich in Rom bezahlten, legen nahe, dass Schneiders Bischofsweihe am 30. Mai 1507 in Rom erfolgte. Teilweise wirkte Schneider auch als Generalvikar der Paderborner Fürstbischöfe.
Schneiders Anfangszeit im Bistum Paderborn war vom Schwarzen Tod geprägt, der ab dem Jahr 1503 in Paderborn für zahlreiche Todesfälle sorgte. Im Jahr 1506 folgte ein verheerender Stadtbrand, dem hunderte Häuser zum Opfer fielen. Im Jahr 1511 oder 1515 weihte er die Franziskaner-Klosterkirche in Bielefeld sammt Hochaltar. Am 16. und 17. Juni 1511 weihte er sechs Altäre im Kloster Böddeken. Eine zeitgenössische Chronik besagt, dass seit Schneiders Weihe mit seiner Erlaubnis auch Frauen die klösterliche Klausur betreten durften. Am 25. Oktober 1518 weihte er die Kapelle des Süsterhauses in Herford. Die damals auch das „Heilige Herford“ genannte Stadt übertraf mit ihren knapp 20 Kirchen bzw. selbstständigen Gotteshäusern sogar Osnabrück und Paderborn.
Schneider wurde Zeuge der ersten reformatorischen Unruhen, zuletzt hatte es im Jahr 1512 einen bürgerlichen Aufruhr gegen die Süster-Schwestern gegeben. Sein Einfluss an der Regulierung dieser Unruhen dürfte angesichts seines Generalvikariats – der Fürstbischöf verweilte nicht ständig im Bistum Paderborn – nicht gering gewesen sein.
Im Jahr 1536 – die Unruhen hatten nicht nachgelassen – bot Schneider dem Kardinal Albrecht von Brandenburg, scheinbar ohne Erfolg, seine Dienste an. Am 28. August 1540 weihte Schneider auf Bitten der Äbtissin Agnes die seit 200 Jahren ungeweihte Klosterkirche der Zisterzienserinnen in Brenkhausen, einschließlich der Altäre und umliegenden Kapellen St. Vitus und St. Johannes Baptista.
Am 27. März siegelte er ein letztes Mal und starb bald darauf in Paderborn.